# Bill Leeb
Wilhelm Anton Leeb, detto Bill (Vienna, 21 settembre 1966), è un musicista austriaco naturalizzato canadese.
È noto in particolare come membro del gruppo Front Line Assembly.

## Biografia
Ha sia la cittadinanza austriaca che quella canadese, essendosi trasferito in Columbia Britannica da adolescente
Ha iniziato la sua attività intorno alla metà degli anni '80 con il gruppo Skinny Puppy, nel quale ha militato con lo pseudonimo Wilhelm Schroeder.
Nel 1986 ha lasciato gli Skinny Puppy per fondare un suo progetto artistico chiamato Front Line Assembly. La band ha esordito nel 1987 con l'album The Initial Command.
Ha composto la colonna sonora del videogioco Quake III Arena (1999).
Nel corso della sua carriera ha collaborato anche con Noise Unit, Delerium, Intermix, Synæsthesia, Cyberaktif e altri gruppi o progetti paralleli.